# Бирюков, Владимир Ананьевич
Владимир Ананьевич Бирюков (19.02.1915 — 19.06.1986) — советский инженер, лауреат Государственной премии СССР 1970 года.
Родился в 1915 году в Киеве.
После окончания Московского авиационного техникума (1936) работал в НИИ приборостроения.
С 1941 по 10.09.1945 служил в армии, участник войны, старший техник моторного цеха ПАМ-40, с августа 1944 года старший инженер по ремонту специального автотранспорта ОКВР 2 ВА. Старший техник-лейтенант. Награждён орденами Красной Звезды (30.04.1945), Отечественной войны II степени (06.04.1985), медалью «За боевые заслуги» (11.09.1943).
В 1946—1955 гг. работал в системе Министерства нефтяной промышленности. С 1955 г. — в Государственном научно — исследовательском и проектно — технологическом институте нефтяного машиностроения (ГНИПИНМ), главный конструктор проекта.
Лауреат Государственной премии СССР 1970 года (в составе коллектива) — за создание и внедрение оборудования для комплексной механизации спускоподъёмных операций при бурении нефтяных и газовых скважин (АСП).